# Liste markanter und alter Baumexemplare in Bayern
Markante und alte Bäume in Bayern haben meist ein Alter zwischen 300 und 600 Jahren. Viele Dörfer haben sogenannte tausendjährige Eichen oder Linden, die bei näherer Untersuchung diesen Anspruch meist nicht erfüllen. Die Altersdaten beruhen meist auf Schätzung oder Überlieferung, nur wenige einzelne Bäume sind anhand von Quellen oder Kernbohrung verlässlich altersbestimmt (siehe auch Altersbestimmung von Bäumen). Darüber hinaus existieren einige Bäume, die schon deshalb besonders interessant sind, weil sie das älteste bekannt gewordene Exemplar einer Art oder das größte jemals bekannt gewordene Exemplar darstellen.
Siehe auch Kategorie Einzelbaum in Bayern.
| Bild                                                  | Name                                                             | Art (bzw. Gattung)                | Stamm- umfang                                        | Höhe                          | ungefähres Alter (Jahre)          | Ort                                                                        | Landkreis                           | Besonderheiten |
| ----------------------------------------------------- | ---------------------------------------------------------------- | --------------------------------- | ---------------------------------------------------- | ----------------------------- | --------------------------------- | -------------------------------------------------------------------------- | ----------------------------------- | --- |
| weitere Bilder                                        | Abtslinde bei Klosterlangheim                                    | Sommerlinde                       | 7,10 m (2016)                                        | 16 m                          | ≈ 400                             | Klosterlangheim Stadt Lichtenfels Lage                                     | Lichtenfels                         | |
| weitere Bilder                                        | Alte Eibe von Balderschwang                                      | Gemeine Eibe                      | 8,1 m                                                |                               | 800–1500                          | bei Balderschwang Lage                                                     | Oberallgäu                          | möglicherweise der älteste Baum Deutschlands |
| BW                                                    | Alte Linde am Kloster Baumburg                                   | Sommerlinde                       | 8,48 m (2017)                                        | 12 m                          | 400–600                           | Kloster Baumburg Gemeinde Altenmarkt a.d.Alz Lage                          | Traunstein                          | |
| BW                                                    | Alte Linde am Kolbenhof bei Alfershausen                         | Sommerlinde                       | 7,43 m (2017)                                        | 23 m                          | unbekannt                         | Kolbenhof bei Alfershausen Markt Thalmässing Lage                          | Roth                                | nach der Kolbenhoflinde die zweite Riesenlinde am Ort mit über 7 m Stammumfang                                                                                     |
| BW                                                    | Alte Linde Schwabach                                             | Linde                             | 7,5 m                                                |                               | >257 gepflanzt vor 1768           | am Hördlertor vor dem alten Zollhaus Schwabach Lage                        | Schwabach (kreisfreie Stadt)        | hohler Stamm mit jährlichen Trieben, Baumkrone durch Äste nicht mehr vorhanden                                                                                     |
| weitere Bilder                                        | Alte Linde von Wilparting                                        | Sommerlinde                       | 10,0 m (2014)                                        | 12 m                          | 750–1000                          | Wilparting Gemeinde Irschenberg Lage                                       | Miesbach                            | Naturdenkmal |
| Antenberglinde (2019)                                 | Antenberg-Linde in Obersalzberg                                  | Sommerlinde                       | 9,30 m (2014)                                        | 10 m                          | 400–900                           | Obersalzberg Gemarkung Salzberg Markt Berchtesgaden Lage                   | Berchtesgadener Land                | Naturdenkmal (ND-Nr. 81) |
|                                                       | † Bad Staffelsteiner Linde                                       | Linde                             |                                                      |                               | >1000                             | Bad Staffelstein Lage                                                      | Lichtenfels                         | seit einem Sturm um 1892 war die Linde ein Pflegefall, Aufpfropfungsversuch, Sicherung mit Eisenketten, um 1990 abgestorben; „Lied der Linde“                      |
| weitere Bilder                                        | Badangerlinde in Gößweinstein                                    | Sommerlinde                       | 7,25 m (2017)                                        | 21 m                          | 700–800                           | Gößweinstein (Fränkische Schweiz) Lage                                     | Forchheim                           | |
| weitere Bilder                                        | Bauernlinde bei Hundszell                                        | Sommerlinde                       | 9,20 m (2018)                                        | 15 m                          | ≈ 700                             | Hundszell Markt Thalmässing Lage                                           | Roth                                | „mächtiger Veteran mit Beulen und Wucherungen“ (Zitat) |
| weitere Bilder                                        | † Bavaria-Buche Pondorf                                          | Buche                             | 9,0 m                                                |                               | 400–800                           | Pondorf Markt Altmannstein (Altmühltal) Lage                               | Eichstätt                           | 2013 zerstört, geschütztes Totholzbiotop |
| BW                                                    | Bergahorn im Lindenhofpark Bad Schachen                          | Bergahorn                         | 5,47 m (2015)                                        | 30 m                          | 180 ± 10 gepflanzt 1845 ± 10      | Bad Schachen Stadt Lindau (Bodensee) Lage                                  | Lindau                              | |
| BW                                                    | Bergahorne an der Schwarzenberghütte bei Hinterstein             | Bergahorn (2 Bäume)               | 7,62 m Lage 7,06 m Lage                              | 25,80 m 23,70 m               | Alter unbekannt                   | Schwarzenberghütte Hinterstein Markt Bad Hindelang                         | Oberallgäu                          | |
| BW                                                    | Bergahorn an den Stiegalpen bei Steibis                          | Bergahorn                         | 6,86 m (2020)                                        | 26,45 m                       |                                   | Stiegalpen bei Steibis Markt Oberstaufen Lage                              | Oberallgäu                          | |
| BW                                                    | Bergahorne am Wamberggipfel                                      | Bergahorne                        | 6,60 m (2020) (dickster Baum)                        | 25 m (höchster Baum)          | ≈ 300                             | am Berg Wamberg beim Dorf Wamberg Markt Garmisch-Partenkirchen Lage        | Garmisch-Partenkirchen              | |
| weitere Bilder                                        | Bildeiche bei Albertshausen                                      | Eiche                             | 8,0 m                                                |                               | 350–600                           | Albertshausen Stadt Bad Kissingen Lage                                     | Bad Kissingen                       | |
| BW                                                    | Bildeiche beim Höhenhof Obertraubling                            | Stieleiche                        | 7,14 m (2018)                                        | 19 m                          | 350–400                           | Höhenhof Gemeinde Obertraubling Lage                                       | Regensburg                          | Naturdenkmal (ND-Nr. 47) Marienfigur im hohlen Stamm |
| weitere Bilder                                        | Bildeiche bei Iphofen                                            | Stieleiche                        | 5,65 m (2017)                                        | 19 m                          | 250–450                           | Birklingen Stadt Iphofen Lage                                              | Kitzingen                           | Naturdenkmal Wallfahrtsbaum |
| weitere Bilder                                        | Birnbaum am Lerchenberg bei Greßthal                             | Birne                             | 4,60 m                                               |                               | 150–200                           | Greßthal Gemeinde Wasserlosen Lage                                         | Schweinfurt                         | einer der 7 dicksten Birnbäume Deutschlands |
| Birnbaum in St. Georgen (2019)                        | Birnbaum in St. Georgen bei Teisendorf                           | Kulturbirne                       | 5,70 m (2015)                                        | 16 m                          | ≈ 200                             | Teisendorf (Rupertiwinkel) Lage                                            | Berchtesgadener Land                | Naturdenkmal (ND-Nr. 74) |
| weitere Bilder                                        | Blößeiche bei Aubstadt                                           | Stieleiche                        | 6,34 m (2017)                                        | 22 m                          | 350–400                           | Aubstadt (Grabfeldgau) Lage                                                | Rhön-Grabfeld                       | Naturdenkmal (ND-Nr. 102) |
| weitere Bilder                                        | Breite Eiche in Forkendorf                                       | Stieleiche                        | 5,68 m (2014)                                        | 9 m                           | ≈ 1000                            | Forkendorf Gemeinde Gesees Lage                                            | Bayreuth                            | Naturdenkmal (Kennung 12/01) |
| weitere Bilder                                        | Breitengrund-Eibe im Thiemitztal bei Bernstein                   | Gemeine Eibe                      | 3,70 m (2016)                                        | 9 m                           | 750–900                           | Breitengrund im Thiemitztal bei Bernstein Stadt Schwarzenbach am Wald Lage | Hof                                 | Naturdenkmal (Kenn-Nr. 72) |
| BW                                                    | Buche bei Hofham                                                 | Rotbuche                          | 7,30 m (2015)                                        | 37 m                          | ≈ 250                             | Hofham Markt Bad Endorf Lage                                               | Rosenheim                           | |
| BW                                                    | Buche beim Ödallerzhof                                           | Rotbuche                          | 6,29 m (2018)                                        | 25 m                          | ≈ 200                             | Ödallerzhof Gemeinde Ursensollen Lage                                      | Amberg-Sulzbach                     | |
| weitere Bilder                                        | Buche bei Urspringen                                             | Rotbuche                          | 6,47 m (2016)                                        | 24 m                          | ≈ 250                             | Urspringen Gemeinde Ostheim vor der Rhön Lage                              | Rhön-Grabfeld                       | in der Liste der dicksten Bäume in der Rhön als „Buche bei Urspringen (Gangolfsberg/Rother Kuppe)“ bezeichnet                                                      |
|                                                       | † Buche bei Wieden („Bürgermeister- buche“)                      | Rotbuche                          | 7,2 m                                                | 30–35 m (circa)               |                                   | Wieden Gemeinde Schechen bei Rosenheim Lage                                | Rosenheim                           | 2019 gefällt |
| weitere Bilder                                        | Dicke Eiche bei Untererthal                                      | Stieleiche                        | 5,75 m (2013)                                        | 12 m                          | ≈ 600                             | Untererthal Stadt Hammelburg Lage                                          | Bad Kissingen                       | |
| Doppelte Eiche bei Ostheim (2015)                     | Doppelte Eiche bei Ostheim                                       | Stieleiche                        | 6,23 m (2016)                                        | 18 m                          | 250–400                           | Ostheim vor der Rhön Lage                                                  | Rhön-Grabfeld                       | Naturdenkmal (ND-Nr. 2201); einer der dicksten Bäume in der Rhön                                                                                                   |
| weitere Bilder                                        | Dorflinde in Geislatsried                                        | Winterlinde                       | 7,50 m (1990)                                        | 12 m                          | ≈ 500                             | Geislatsried Gemeinde Bidingen Lage                                        | Ostallgäu                           | |
| Dorflinde in Grub (2018)                              | Dorflinde in Grub bei Burgthann                                  | Sommerlinde                       | 8,50 m                                               |                               | 393 gepflanzt 1632                | Grub Gemeinde Burgthann Lage                                               | Nürnberger Land                     | Naturdenkmal „Die Schulhauslinde“ (ND-07153) |
| BW                                                    | Dorflinde in Habichsthal                                         | Sommerlinde                       | 7,10 m (2016)                                        | 18 m                          | ≈ 300                             | Habichsthal Markt Frammersbach Lage                                        | Main-Spessart                       | |
| BW                                                    | Dorflinde in Haimburg                                            | Sommerlinde                       | 9,17 m (2018)                                        | 22 m                          | ≈ 400                             | Haimburg Gemeinde Berg bei Neumarkt in der Oberpfalz Lage                  | Neumarkt in der Oberpfalz           | |
| weitere Bilder                                        | Dorflinde Haselbach bei Bischofsheim i. d. Rhön                  | Winterlinde                       | 7,30 m (2017)                                        | 24 m                          | 300–350                           | Haselbach in der Rhön Stadt Bischofsheim in der Rhön Lage                  | Rhön-Grabfeld                       | Naturdenkmal (ND-Nr. 504) einer der dicksten Bäume in der Rhön |
| Dorflinde Kleinschwarzenlohe (2015)                   | Dorflinde Kleinschwarzenlohe auch: Linde am Kellerbrunnen        | Linde                             | 5,90 m (1968) 4,82 m (2013) (schwindender Stammrest) |                               | >504 erwähnt 1521                 | Kleinschwarzenlohe Markt Wendelstein Lage                                  | Roth                                | 1521 als „alte Linde“ urkundlich erwähnt, laut Hinweistafel |
|                                                       | Dorflinde Schaufling                                             | Winterlinde                       | 6,25 m (2021)                                        | 20 m                          | ≈ 300                             | Schaufling Lage                                                            | Deggendorf                          | Naturdenkmal |
| weitere Bilder                                        | Dorflinde Unterölsbach                                           | Sommerlinde                       |                                                      | 19,5 m                        | ≈ 300                             | Unterölsbach Gemeinde Berg bei Neumarkt in der Oberpfalz Lage              | Neumarkt in der Oberpfalz           | kegelförmiger Stamm Bodenumfang: 12 m Taillenumfang: 5,6 m |
| Dorfplatz-Linde Högling (2014)                        | Dorfplatz-Linde Högling „1000-jährige“                           | Sommerlinde                       | 8,30 m (2014)                                        | 15 m                          | 300–600                           | Högling Gemeinde Bruckmühl Lage                                            | Rosenheim                           | Naturdenkmal |
| BW                                                    | Douglasie im Schlosspark Laudenbach (am Main)                    | Douglasie                         | 4,50 m (2016)                                        | 43 m                          | ≈ 120                             | Laudenbach (am Main) Lage                                                  | Miltenberg                          | |
| weitere Bilder                                        | Dreifaltigkeitseiche bei Aschach                                 | Eiche                             | 7,5 m                                                |                               | 350                               | Aschach Markt Bad Bocklet Lage                                             | Bad Kissingen                       | |
| weitere Bilder                                        | Edignalinde in Puch                                              | Linde                             | 10,5 m                                               |                               | 1000                              | Puch Stadt Fürstenfeldbruck Lage                                           | Fürstenfeldbruck                    | im hohlen Stamm soll die Selige Edigna als Eremitin gelebt haben                                                                                                   |
| BW                                                    | Eibe in Wernfels                                                 | Gemeine Eibe                      | 4,85 m (2015)                                        | 13 m                          | 800–1000                          | Wernfels Stadt Spalt Lage                                                  | Roth                                | |
| BW                                                    | Eiche bei Bernried                                               | Stieleiche                        | 8,30 m (2015)                                        | 16 m                          | 350–400                           | Hofgut Bernried in Bernried am Starnberger See Lage                        | Weilheim-Schongau                   | Eine der dicksten Eichen in Deutschland |
|                                                       | Eiche bei Ebersberg                                              | Stieleiche                        | 7,35 m (2015)                                        | 23 m                          | ≈ 300                             | Stadtgebiet Ebersberg Privatgrund, Standortangabe unerwünscht              | Ebersberg                           | |
| weitere Bilder                                        | Eiche am Egenburgerhof bei Kirchheim                             | Stieleiche                        | 7,54 m (2015)                                        | 18 m                          | ≈ 400                             | Egenburgerhof Gemeinde Kirchheim (Unterfranken) Lage                       | Würzburg                            | regional bedeutsamer Baum in Unterfranken |
| Eiche in Eiting (2019)                                | Eiche in Eiting                                                  | Stieleiche                        | 6,71 m (2018)                                        | 19 m                          | ≈ 300                             | Eiting Gemeinde Engelsberg Lage                                            | Traunstein                          | Naturdenkmal (ND-01259) |
| BW                                                    | Eiche bei Gabersee                                               | Stieleiche                        | 7,0 m (2017)                                         | 30 m                          | ≈ 300                             | Gabersee Stadt Wasserburg am Inn Lage                                      | Rosenheim                           | |
| BW                                                    | Eiche in Ilmberg bei Reichertshausen                             | Stieleiche                        | 7,60 m (2015)                                        | 30 m                          | 400–500                           | Ilmberg Gemeinde Reichertshausen Lage                                      | Pfaffenhofen an der Ilm             | „eine der größten Kronen aller Monumentalen Eichen“ (Rainer Lippert), Naturdenkmal                                                                                 |
| weitere Bilder                                        | Eiche am Klingenhofer Anger bei Offenhausen                      | Stieleiche                        | 6,20 m (2014)                                        | 25 m                          | ≈ 300                             | Klingenhof Gemeinde Offenhausen Lage                                       | Nürnberger Land                     | markante Eiche auf geschütztem Hutanger |
| weitere Bilder                                        | Eiche bei Oberigling                                             | Stieleiche                        | 7,60 m (2018)                                        | 22 m                          | ≈ 400                             | Oberigling Gemeinde Igling Lage                                            | Landsberg am Lech                   | „wohl die mächtigste Eiche im Landkreis Landsberg“ (Zitat) |
| weitere Bilder                                        | Eiche in Petersdorf                                              | Stieleiche                        | 8,30 m (2015)                                        | 24 m                          | ≈ 400                             | Petersdorf Gemeinde Weihenzell Lage                                        | Ansbach                             | Naturdenkmal |
| BW                                                    | Eiche beim Puchhof die Dicke an der Laber                        | Stieleiche                        | 7,90 m (2015)                                        | 23 m                          | ≈ 350                             | Puchhof Gemeinde Aholfing Lage                                             | Straubing-Bogen                     | Naturdenkmal „1 Eiche nördlich der Laaber bei Puchhof“ (ND-Nr. 7)                                                                                                  |
| BW                                                    | Eiche beim Puchhof am Gutshof die Einzelne                       | Stieleiche                        | 7,25 m (2015)                                        | 29 m                          | ≈ 300                             | Puchhof Gemeinde Aholfing Lage                                             | Straubing-Bogen                     | Teil des Naturdenkmals „Drei Stieleichen bei Gut Puchhof“ (ND-Nr. 8)                                                                                               |
| BW                                                    | Eiche beim Puchhof am Gutshof, die Große am Hochsitz             | Stieleiche                        | 7,0 m (2015)                                         | 24 m                          | ≈ 300                             | Puchhof Gemeinde Aholfing Lage                                             | Straubing-Bogen                     | Teil des Naturdenkmals „Drei Stieleichen bei Gut Puchhof“ (ND-Nr. 8)                                                                                               |
| Eiche in Röthenbach (2019)                            | Eiche in Röthenbach bei Altdorf                                  | Stieleiche                        | 7,15 m (2019)                                        | 22 m                          | ≈ 350                             | Röthenbach bei Altdorf Stadt Altdorf bei Nürnberg Lage                     | Nürnberger Land                     | Teil des Naturdenkmals „Die 2 Röthenbacher Angereichen “ (ND-07152)                                                                                                |
| BW                                                    | Eiche beim Schloss Sandsee bei Mischelbach                       | Stieleiche                        | 7,35 m (2017)                                        | 25 m                          | ≈ 250                             | Sandsee bei Mischelbach Markt Pleinfeld Lage                               | Weißenburg-Gunzenhausen             | |
| (Baum 1) Eiche am Seeanger bei Pöttmes (2021)         | Eiche am Seeanger bei Pöttmes (Baum 1)                           | Stieleiche                        | BHU 6,80 m (2019)                                    | 23 m                          | ≈ 300                             | Hof Seeanger Markt Pöttmes Lage                                            | Aichach-Friedberg                   | kegelförmiger Stamm Bodenumfang: > 10 m Taillenumfang: 5,90 m |
| (Baum 2) Eiche am Seeanger bei Pöttmes (2021)         | Eiche am Seeanger bei Pöttmes (Baum 2)                           | Stieleiche                        | BHU 6,15 m (2019)                                    | 22 m                          | ≈ 300                             | Hof Seeanger Markt Pöttmes Lage                                            | Aichach-Friedberg                   | zusammen mit der ersten Eiche ein schönes Ensemble |
| BW                                                    | Eiche am Gut Siegenthann bei Schwandorf                          | Stieleiche                        | 6,00 m (2018)                                        | 18 m                          | ≈ 250                             | Gut Siegenthann Stadt Schwandorf Lage                                      | Schwandorf                          | imposante Erscheinung Kronendurchmesser 30 m |
| BW                                                    | Eiche bei Stadlhof                                               | Stieleiche                        | 7,15 m (2018)                                        | 30 m                          | ≈ 350                             | Stadlhof Gemeinde Sengenthal Lage                                          | Neumarkt in der Oberpfalz           | |
| BW                                                    | Eiche am Taschnerhof bei Eggenfelden                             | Stieleiche                        | 7,55 m (2017)                                        | 32 m                          | ≈ 350                             | Taschnerhof Stadt Eggenfelden Lage                                         | Rottal-Inn                          | Kronendurchmesser über 35 m |
| BW                                                    | Eiche bei Zeublitz                                               | Stieleiche                        | 7,46 m (2020)                                        | 16 m                          | 300–400                           | Zeublitz Gemeinde Altenkunstadt Lage                                       | Lichtenfels                         | „Landschaftsprägend“ (Zitat) |
| weitere Bilder                                        | Eichenmühl-Eiche Neumarkt                                        | Stieleiche                        | 6,92 m (2019)                                        | 23 m                          | ≈ 300                             | Eichenmühle Stadt Neumarkt in der Oberpfalz Lage                           | Neumarkt in der Oberpfalz           | Naturdenkmal (NM 67) |
| weitere Bilder                                        | Eichenpaar bei Kirchdorf am Inn                                  | Stieleiche (2 Bäume)              | 7,86 m 5,53 m                                        | 23 m 25 m                     | Alter unbekannt                   | Kirchdorf am Inn Gemeinde Raubling Lage                                    | Rosenheim                           | |
| Elsbeere bei Herpersdorf (2012)                       | Elsbeere bei Herpersdorf                                         | Elsbeere                          | 3,23 m (2017)                                        | 14 m                          | ≈ 150                             | Herpersdorf Markt Oberscheinfeld Lage                                      | Neustadt an der Aisch-Bad Windsheim | Naturdenkmal zweitstärkste Elsbeere in Deutschland |
| Engelharzer Linde (2007)                              | Engelharzer Linde bei Legau                                      | Sommerlinde                       | 10,78 m (2020)                                       | 32,7 m                        |                                   | Engelharz (südlicher Dorfteil) Markt Legau Lage                            | Unterallgäu                         | Naturdenkmal 35 m Kronendurchmesser |
| BW                                                    | Erle im Schlosspark Werneck                                      | Schwarzerle                       | 7,58 m (2014)                                        | 31 m                          | ≈ 150                             | Werneck (Mainfranken) Lage                                                 | Schweinfurt                         | |
| weitere Bilder                                        | Esche von Ingelsberg                                             | Gemeine Esche                     | 4,90 m (2020)                                        | 21 m                          | 155 gepflanzt um 1870             | Ingelsberg Gemeinde Zorneding Lage                                         | Ebersberg                           | Naturdenkmal (ND-Nr. 41) |
| Euschertsfurther Linde bei Lalling                    | Euschertsfurther Linde bei Lalling                               | Sommerlinde                       | 8,50 m (2007)                                        | 30 m                          | 300–750                           | Euschertsfurth, Gemeinde Lalling Lage                                      | Deggendorf                          | Naturdenkmal |
| BW                                                    | Fassbuche in Schwand bei Schönsee                                | Rotbuche                          | 8,40 m (2013)                                        | 21 m                          | ≈ 200                             | Schwand Stadt Schönsee Lage                                                | Schwandorf                          | Naturdenkmal „Schwandner Buche“ (ND-Nr. 101) |
| weitere Bilder                                        | Federhoflinde bei Velburg                                        | Sommerlinde                       | 8,17 m (2018)                                        | 20 m                          | 250–350                           | Federhof Stadt Velburg Lage                                                | Neumarkt in der Oberpfalz           | |
| weitere Bilder                                        | Feldahorn bei Haindlfing                                         | Feldahorn                         | 3,57 m (2014)                                        |                               |                                   | Haindlfing Stadt Freising Lage                                             | Freising                            | bemerkenswertes Exemplar der Gattung Feldahorn |
| weitere Bilder                                        | Feldahorn bei Niederwerrn                                        | Feldahorn                         | 4,14 m (2016)                                        | 26 m                          | ≈ 150                             | Niederwerrn Lage                                                           | Schweinfurt                         | Naturdenkmal einer der dicksten Feldahorne in Bayern |
| BW                                                    | Fichte am Gohrersberg bei Kreuzthal                              | Gemeine Fichte                    | 6,90 m (2020)                                        | 29,8 m                        |                                   | Kreuzthal Markt Buchenberg Lage                                            | Oberallgäu                          | Rekordbaum seit 2019 |
| BW                                                    | Flatterulme bei Obertheres                                       | Flatterulme                       | 7,41 m (2013)                                        | 25 m                          | ≈ 250                             | Obertheres Gemeinde Theres Lage                                            | Haßberge                            | |
| Friedenseiche Deggendorf                              | Friedenseiche Deggendorf                                         | Eiche                             | 3,58 m (2022)                                        |                               | 154 gepflanzt 1871                | Deggendorf Lage                                                            | Deggendorf                          | zum Ende des Deutsch-Französischen Krieges gepflanzt |
| BW                                                    | Friedenslinde am Kapellenberg in Pfuhl                           | Sommerlinde                       | 8,15 m (2016)                                        |                               | 377 gepflanzt 1648                | Pfuhl Stadt Neu-Ulm Lage                                                   | Neu-Ulm                             | anlässlich des Westfälischen Friedens gepflanzt; Teil des Naturdenkmals „4 Linden am Kapellenberg “                                                                |
| weitere Bilder                                        | Friedenslinde in Holzkirchen bei Ehekirchen                      | Sommerlinde                       | 7,00 m (2020)                                        |                               | 377 gepflanzt 1648                | Holzkirchen Gemeinde Ehekirchen Lage                                       | Neuburg-Schrobenhausen              | anlässlich des Westfälischen Friedens gepflanzt Naturdenkmal |
| weitere Bilder                                        | Friedenslinde in Schöneschach                                    | Winterlinde                       | 6,90 m (2018)                                        | 10 m                          | 377 gepflanzt 1648                | Schöneschach Stadt Bad Wörishofen Lage                                     | Unterallgäu                         | anlässlich des Westfälischen Friedens gepflanzt |
| weitere Bilder                                        | Friedhoflinde Hohenpölz                                          | Sommerlinde                       | 6,50 m (2015)                                        | 18 m                          | >250                              | Hohenpölz Markt Heiligenstadt i.OFr. Lage                                  | Bamberg                             | Naturdenkmal (ND-Nr. 19) |
| Geißruheiche bei Bischofsheim (2015)                  | Geißruheiche bei Bischofsheim                                    | Eiche                             | 6,30 m (2017)                                        | 23 m                          | 300–400                           | Bischofsheim in der Rhön Lage                                              | Rhön-Grabfeld                       | einer der dicksten Bäume in der Rhön |
| weitere Bilder                                        | Gerichtslinde Graisbach                                          | Sommerlinde                       | 8,17 m (2019)                                        | 14 m                          | ≈ 1000                            | Graisbach Gemeinde Marxheim Lage                                           | Donau-Ries                          | Naturdenkmal (ND-06602) |
| weitere Bilder                                        | Gerichtslinde Mönchsdeggingen                                    | Sommerlinde                       | 9,90 m (circa) vor Spaltung ~15,00 m                 |                               | 1100                              | Mönchsdeggingen Lage                                                       | Donau-Ries                          | eine der ältesten Linden |
| Gerichtslinde Reicholzried (2007)                     | Gerichtslinde in Reicholzried                                    | Sommerlinde                       | 6,55 m (2018)                                        | 29 m                          | ≈ 300                             | Reicholzried Gemeinde Dietmannsried Lage                                   | Oberallgäu                          | Naturdenkmal |
| weitere Bilder                                        | Grafen- oder Burglinde am Turmhügel Altcastell                   | Winterlinde                       | 8,27 m (2011)                                        | 18 m                          | ≈ 825 gepflanzt um 1200           | Turmhügel Altcastell in Castell Lage                                       | Kitzingen                           | Naturdenkmal |
| weitere Bilder                                        | Große Eiche bei Ottersdorf                                       | Stieleiche                        | 8,04 m (2018)                                        | 24 m (2018)                   | > 600                             | Hexenagger Markt Altmannstein Lage                                         | Eichstätt                           | eine der dicksten Eichen in Bayern |
| weitere Bilder                                        | Große Linde bei Teuchatz                                         | Linde                             | 8,0 m (Febr. 2019)                                   | 22 m                          | 350–400                           | Teuchatz Markt Heiligenstadt i.OFr. Lage                                   | Bamberg                             | |
| BW                                                    | Große Waldhaustanne                                              | Weißtanne                         | 6,87 m in 1 m Höhe (2013)                            | 53,8 m                        | 600                               | Bayerisch Eisenstein Lage                                                  | Regen                               | Die Tanne steht im Hans-Watzlik-Hain im Nationalpark Bayerischer Wald westlich des Zwieslerwaldhauses. Sie wurde im Juni 2023 zum Nationalerbe-Baum ausgezeichnet. |
| BW                                                    | Großer Ahorn bei Wamberg                                         | Bergahorn                         | 7,95 m                                               |                               | 400–650                           | am Berg Wamberg beim Dorf Wamberg Markt Garmisch-Partenkirchen Lage        | Garmisch-Partenkirchen              | |
| BW                                                    | Hainbuche bei Erisried                                           | Hainbuche                         | 4,59 m (2018)                                        | 12 m                          | ≈ 200                             | Erisried Gemeinde Stetten Lage                                             | Unterallgäu                         | Naturdenkmal |
| weitere Bilder                                        | Hannesebuche bei Schönderling                                    | Rotbuche                          | 6,42 m (2020)                                        | 20 m                          | 250                               | Schönderling Markt Schondra Lage                                           | Bad Kissingen                       | |
| weitere Bilder                                        | Heilsbergeiche im Roßbacher Forst bei Zeitlofs                   | Stieleiche                        | 6,01 m (2018)                                        | 23 m                          | ≈ 300                             | Gemeindefreies Gebiet Roßbacher Forst bei Zeitlofs Lage                    | Bad Kissingen                       | Naturdenkmal einer der dicksten Bäume der Rhön |
| weitere Bilder                                        | Hindenburglinde Taubensee                                        | Linde                             | 11,5 m                                               |                               | 900                               | Taubensee Gnotschaft der Gemeinde Ramsau Lage                              | Berchtesgadener Land                | eine der stärksten und größten Linden in Europa |
| Hoffelder Linde (2013)                                | Hoffelder Linde bei Tiefenbach                                   | Winterlinde                       | 7,20 m (2013)                                        | 17 m                          | ≈ 500                             | Hoffeld Gemeinde Tiefenbach Lage                                           | Cham                                | Naturdenkmal (ND-02713) |
| BW                                                    | Hoflinde in Burgstall bei Rothenburg                             | Sommerlinde                       | 8,84 m (2012)                                        | 19 m                          | 420–920                           | Burgstall Stadt Rothenburg ob der Tauber Lage                              | Ansbach                             | Naturdenkmal |
| BW                                                    | Hoflinde Pürn bei Engelsberg                                     | Winterlinde                       | 7,70 m (2018)                                        | 27 m                          | ≈ 300                             | Hof Pürn Gemeinde Engelsberg Lage                                          | Traunstein                          | |
| BW                                                    | Hoflinde in Stadelhofen                                          | Sommerlinde                       | 9,79 m (2019)                                        | 12 m                          | 350–500                           | Stadelhofen Markt Titting Lage                                             | Eichstätt                           | gewaltiger Stammtorso mit jungen Trieben |
| weitere Bilder                                        | Hohle Linde in Obermarbach                                       | Linde                             | 10,2 m                                               |                               | 400                               | Obermarbach Gemeinde Petershausen Lage                                     | Dachau                              | wird als „eine der skurrilsten Baumgestalten Deutschlands“ bezeichnet                                                                                              |
| BW                                                    | Holzmutter im Gerolfinger Forst bei Gerolfing                    | Stieleiche                        | 6,75 m (2015)                                        | 23 m                          | >400                              | LSG Gerolfinger Eichenwald bei Gerolfing Stadt Ingolstadt Lage             | Ingolstadt (kreisfreie Stadt)       | Naturdenkmal „Tausendjährige Eiche zwischen Gerolfing und Irgertheim“ (ND-Nr. 6)                                                                                   |
| BW                                                    | Hudebuche am Weisrein am Lösershag bei Oberbach                  | Rotbuche                          | 5,94 m (2014)                                        | 19 m                          | ≈ 200                             | Naturwaldreservat Lösershag bei Oberbach Markt Wildflecken Lage            | Bad Kissingen                       | |
| weitere Bilder                                        | Hüter des Feldes bei Nedensdorf                                  | Eiche                             | 6,1 m                                                |                               | 1000                              | Nedensdorf Stadt Bad Staffelstein Lage                                     | Lichtenfels                         | im Absterben |
| weitere Bilder                                        | Hunneneiche bei Untermerzbach                                    | Stieleiche                        | 6,70 m                                               | 21 m                          | ≈ 300                             | Untermerzbach Lage                                                         | Haßberge                            | Naturdenkmal (ND 2301) |
| weitere Bilder                                        | † Hutbuche bei Frauenroth                                        | Rotbuche                          | 7,1 m                                                |                               | 250–350                           | Frauenroth Markt Burkardroth Lage                                          | Bad Kissingen                       | durch Sturm entwurzelt Januar 2017 |
| Hutebuche bei Oberbach (2011)                         | Hutebuche bei Oberbach                                           | Rotbuche                          | 5,66 m (2016)                                        | 23 m                          | 200–250                           | nahe der Ziegelhütte bei Oberbach jedoch auf Gemarkung Riedenberg Lage     | Bad Kissingen                       | |
| BW                                                    | Hutebuche am Rockenstein bei Oberweißenbrunn                     | Rotbuche                          | 5,98 m (2017)                                        | 25 m                          | 200–250                           | Oberweißenbrunn Stadt Bischofsheim i.d.Rhön Lage                           | Rhön-Grabfeld                       | |
| inzwischen tote Hutebuche an der Rother Kuppe (2007)  | Hutebuchen an der Rother Kuppe                                   | Rotbuche (2 Bäume)                | 7,55 m (†) 6,43 m                                    |                               | 250–350                           | Rother Kuppe auf Gemarkung Roth vor der Rhön Gemeinde Hausen Lage          | Rhön-Grabfeld                       | zwei der dicksten Bäume in der Rhön |
| weitere Bilder                                        | Jägershof-Linde bei Wiesenfelden                                 | Winterlinde                       | 8,71 m (2013)                                        | 31 m                          | ≈ 400                             | Jägershöfen Gemeinde Wiesenfelden Lage                                     | Straubing-Bogen                     | Naturdenkmal (ND-Nr. 28) |
| weitere Bilder                                        | Kaisereiche bei Füttersee                                        | Eiche                             | 8,0 m                                                |                               | 500                               | Füttersee Markt Geiselwind Lage                                            | Kitzingen                           | halbe Krone durch Sturm abgebrochen, September 2018 |
| weitere Bilder                                        | „Kalter Baum“ in Kaltenbaum bei Vohenstrauß                      | Winterlinde                       | 7,47 m (2013)                                        | 26 m                          | 383 gepflanzt 1642                | Kaltenbaum Stadt Vohenstrauß Lage                                          | Neustadt an der Waldnaab            | Naturdenkmal; alter Grenzbaum |
| weitere Bilder                                        | Kapellenlinde in Aschelsried bei Adelshausen                     | Linde                             | 6,90 m (2016)                                        | 30 m                          | >370                              | Aschelsried bei Adelshausen Gemeinde Karlskron Lage                        | Neuburg-Schrobenhausen              | Kronendurchmesser über 30 m (Baum breiter als hoch) |
| weitere Bilder                                        | Kapellenlinde bei Buch                                           | Winterlinde                       | 7,85 m (2013)                                        | 25 m                          | 198 gepflanzt 1827 lt. Infotafel  | Buch Gemeinde Bodenwöhr Lage                                               | Schwandorf                          | |
| weitere Bilder                                        | Kapellenlinde von Fentbach                                       | Sommerlinde                       | 8,60 m (2019)                                        | 24 m                          | 500–1000                          | Fentbach Gemeinde Weyarn Lage                                              | Miesbach                            | größte Linde im Landkreis Miesbach (lt. Infotafel) |
| weitere Bilder                                        | Kapellenlinden St. Willibald in Freiberg bei Deinschwang         | Linde (2 Bäume)                   | 8,49 m 6,25 m                                        | 24 m (2018) 25 m (2018)       | 313 beide gepflanzt 1712          | Freiberg bei Deinschwang Markt Lauterhofen Lage                            | Neumarkt in der Oberpfalz           | |
| BW                                                    | Kapellenlinde von Geisenhausen (Europalinde)                     | Winterlinde oder Sommerlinde      | 9,70 m (2020)                                        | 20 m                          | 600–700                           | Geisenhausen Gemeinde Schweitenkirchen Lage                                | Pfaffenhofen an der Ilm             | Naturdenkmal seit 1939 (laut Infotafel) |
| weitere Bilder                                        | Kapellenlinden St. Aegidius in Grafing                           | Sommerlinde (2 Bäume)             | 7,90 m (2015) 5,45 m (2015)                          |                               | ≈ 260                             | Grafing bei München Lage                                                   | Ebersberg                           | Naturdenkmal (ND-Nr. 81) |
| Linde links neben Turm                                | Kapellenlinde St. Georg in Hohenreichen                          | Sommerlinde                       | 8,0 m (circa) (2019)                                 | 21 m                          | >350                              | St.-Georgs-Kapelle bei Hohenreichen Stadt Wertingen Lage                   | Dillingen an der Donau              | Naturdenkmal Baumgruppe |
| weitere Bilder                                        | Kasberger Linde                                                  | Linde                             | 15,8 m                                               |                               | 1000                              | Kasberg Stadt Gräfenberg Lage                                              | Forchheim                           | im Absterben |
| BW                                                    | Kastanienpaar im Schlosspark Friesenhausen                       | Rosskastanie (2 Bäume)            | 5,10 m 4,79 m                                        |                               | ≈ 200                             | Schlosspark Friesenhausen Gemeinde Aidhausen Lage                          | Haßberge                            | |
| BW                                                    | Kerudeleiche bei Gramsam                                         | Stieleiche                        | 7,0 m (2015)                                         | 24 m                          | ≈ 300                             | Gramsam Stadt Tittmoning Lage                                              | Traunstein                          | |
| Kilianseiche (2008)                                   | Kilianseiche bei Falsbrunn                                       | Stieleiche                        | 7,20 m (2020)                                        | 18 m                          | ≈ 350                             | Falsbrunn Gemeinde Rauhenebrach Lage                                       | Haßberge                            | laut Überlieferung: Predigtplatz des Heiligen Kilian |
| weitere Bilder                                        | Kirchenlinde Maria Limbach                                       | Sommerlinde                       | 6,65 m (2017)                                        | 27 m                          | 250–300                           | Wallfahrtskirche Maria Limbach bei Limbach Stadt Eltmann Lage              | Haßberge                            | Naturdenkmal (Nr. 0702) |
| Kirchlinde in Sondernau (2008)                        | Kirchlinde in Sondernau                                          | Linde                             | 7,14 m                                               | 26 m                          | 250–300                           | Sondernau Markt Oberelsbach Lage                                           | Rhön-Grabfeld                       | |
| weitere Bilder                                        | König-Ludwig-Eiche im Staatsbad Brückenau                        | Eiche                             | 7,1 m                                                |                               | 300–600                           | Staatsbad Brückenau Stadt Bad Brückenau Lage                               | Bad Kissingen                       | |
| Kötzinger Linde (2019)                                | Linde in Kötzing                                                 | Winterlinde                       | 7,27 m (2017)                                        | 24 m                          | ≈ 400                             | Kötzing Gemeinde Chieming Lage                                             | Traunstein                          | Naturdenkmal (ND-00125) |
| Kolbenhoflinde (2007)                                 | Kolbenhoflinde bei Alfershausen                                  | Sommerlinde                       | 9,00 m (2017)                                        | 23 m                          | 400–500                           | Kolbenhof bei Alfershausen Markt Thalmässing Lage                          | Roth                                | Naturdenkmal |
| Kohlhof-Eiche                                         | Kohlhof-Eiche                                                    | Eiche                             | 5,68 m (2022)                                        |                               |                                   | Kohlhof Stadt Deggendorf Lage                                              | Deggendorf                          | Naturdenkmal |
| Kreuzeiche (2012)                                     | Kreuzeiche bei Hürbel                                            | Eiche                             | 6,5 m                                                |                               | 600                               | Hürbel am Rangen Markt Lehrberg Lage                                       | Ansbach                             | |
| weitere Bilder                                        | Kunigundenlinde bei Burgerroth                                   | Linde                             | 8,0 m                                                |                               | 800–1000                          | an der Kunigundenkapelle bei Burgerroth Stadt Aub Lage                     | Würzburg                            | |
| BW                                                    | Lärche beim Schloss Fantaisie in Donndorf                        | Europäische Lärche                | 5,20 m (2014)                                        | 32 m                          | ≈ 200                             | Schlosspark Fantaisie in Donndorf Gemeinde Eckersdorf Lage                 | Bayreuth                            | eine der dicksten Lärchen in Deutschland |
| BW                                                    | Leipheimer Linde                                                 | Sommerlinde                       | 10,32 m (2015)                                       | 13 m                          | 400–700                           | Leipheim (Schwaben) Lage                                                   | Günzburg                            | „älteste Linde in Schwaben“ (lt. Infotafel) |
| Linde am Dorfbrunnen (2009)                           | Linde am Dorfbrunnen in Kalteneggolsfeld, „Tausendjährige Linde“ | Sommerlinde                       | 7,56 m (2017)                                        | 24 m                          | ≈ 300                             | Kalteneggolsfeld Markt Heiligenstadt i.OFr. Lage                           | Bamberg                             | Naturdenkmal (ND-Nr. 21) |
| Linde ganz links im Bild                              | Linde am Fischturm Rothenburg o. d. Tauber                       | Linde                             | Stammrest                                            |                               | 438 gepflanzt lt. Steintafel 1587 | „Mühlacker“ am Fischturm Rothenburg ob der Tauber Lage                     | Ansbach                             | treibt jährlich noch aus |
| weitere Bilder                                        | Linde am Geißlesberg bei Hammelburg                              | Linde                             | 6,5 m                                                |                               | 300                               | Hammelburg Lage                                                            | Bad Kissingen                       | |
| BW                                                    | Linde am Schupfer Anger                                          | Winterlinde                       | 7,34 m (2019)                                        | 18 m                          | ≈ 300                             | am Hutanger bei Schupf Gemeinde Happurg Lage                               | Nürnberger Land                     | Naturdenkmal (ND-04697) |
| BW                                                    | Linde bei der Windischkapelle in Erbendorf                       | Winterlinde                       | 7,0 m (2013)                                         | 22 m                          | ≈ 400                             | Erbendorf Lage                                                             | Tirschenreuth                       | Naturdenkmal seit 1938 |
| BW                                                    | Linde bei Grottenthal „500-jährige“                              | Sommerlinde                       | 6,61 m (2013)                                        | 19 m                          | 300–500                           | Grottenthal Gemarkung Boden Markt Neukirchen-Balbini Lage                  | Schwandorf                          | Naturdenkmal (ND-Nr. 156) |
| 1000-jährige Linde bei Grottenthal (2009)             | Linde bei Grottenthal „1000-jährige“                             | Sommerlinde                       | 9,95 m (2013)                                        | 26 m                          | 400–1000                          | Grottenthal Gemarkung Boden Markt Neukirchen-Balbini Lage                  | Schwandorf                          | Naturdenkmal (ND-Nr. 155) |
| weitere Bilder                                        | Linde bei Herbstadt                                              | Winterlinde                       | 6,45 m (2015)                                        | 17 m                          | ≈ 275 gepflanzt um 1750           | Herbstadt Lage                                                             | Rhön-Grabfeld                       | Naturdenkmal (Nr. 1201) |
| Linde bei Klosterwald (2010)                          | Linde bei Klosterwald                                            | Sommerlinde                       | 10,10 m (2020)                                       | 30 m                          |                                   | Klosterwald Markt Ottobeuren Lage                                          | Unterallgäu                         | |
| BW                                                    | Linde bei Leutzdorf                                              | Sommerlinde                       | 8,60 m (2012)                                        | 13 m                          | 350–450                           | Leutzdorf Markt Gößweinstein Lage                                          | Forchheim                           | Naturdenkmal (Kennung: 103) |
| BW                                                    | Linde bei Prestlings „Gissibelhoflinde“                          | Sommerlinde                       | 12,12 m (2020)                                       | 21,4 m                        | >600                              | Prestlings Stadt Kempten Lage                                              | Kempten (kreisfreie Stadt)          | Naturdenkmal Eintragung um 1935; Hoflinde des ehemaligen Gissibelhofs                                                                                              |
| weitere Bilder                                        | † Linde bei Thundorf                                             | Linde                             | 7,2 m                                                |                               | 300                               | Thundorf in Unterfranken Lage                                              | Bad Kissingen                       | 2020 durch Sturm „Sabine“ zerstört |
| Linde im Schlosshof in Thalheim (2015)                | Linde im Schlosshof in Thalheim                                  | Winterlinde                       | 7,55 m (2013)                                        | 20 m                          | 500–600                           | Thalheim Gemeinde Happurg Lage                                             | Nürnberger Land                     | Naturdenkmal (ND-04700) |
| BW                                                    | Linde in Mannholz bei Pleinfeld                                  | Sommerlinde                       | BHU 8,59 m (2017)                                    | 20 m                          | ≈ 400                             | Mannholz Markt Pleinfeld Lage                                              | Weißenburg-Gunzenhausen             | |
| BW                                                    | Linde in Rothenberg bei Wolferstadt                              | Sommerlinde                       | BHU 8,35 m (2018)                                    | 17 m                          | ≈ 400                             | Rothenberg Gemarkung Zwerchstraß Gemeinde Wolferstadt Lage                 | Donau-Ries                          | |
| BW                                                    | Linde in Straß bei Legau                                         | Sommerlinde                       | 8,81 m (2020)                                        | 28,8 m                        |                                   | Straß Markt Legau Lage                                                     | Unterallgäu                         | Naturdenkmal „Legau: Eine Linde (mit Flurkreuz)“ |
| weitere Bilder                                        | Lindenkranz auf dem Ansberg (volksmundl. auch Veitsberg)         | Linde                             |                                                      |                               | > 200                             | Dittersbrunn Markt Ebensfeld Lage                                          | Lichtenfels                         | St.-Veit-Kapelle mit dem ältesten geschlossenen Lindenkranz Europas                                                                                                |
| weitere Bilder                                        | Marieneiche in Lanzing bei Irschenberg „Frau Oach“               | Stieleiche                        | 7,70 m (2017)                                        | 15 m                          | 600–800                           | bei Lanzing Gemeinde Irschenberg Lage                                      | Miesbach                            | Pilgerbaum mit Marienbild und eingewachsenem Buchenstamm |
| BW                                                    | Marienlinde in Linden bei Wessobrunn                             | Stieleiche                        | 9,85 m (2018)                                        | 20 m                          | ≈ 400                             | Linden Gemeinde Wessobrunn Lage                                            | Weilheim-Schongau                   | Naturdenkmal |
| Maulbeeren Karbach (2011)                             | Maulbeerbäume am Karbacher Kirchplatz                            | Maulbeerbaum (5 Bäume)            | 4,15 m (2020) (dickster Baum)                        | 13 m (höchster Baum)          | 204 gepflanzt 1821                | Kirchplatz in Karbach Lage                                                 | Main-Spessart                       | regional bedeutsame Bäume in Unterfranken |
| Mörner Eiche (2021)                                   | Mörner Eiche am Hof Mörn bei Garching a.d.Alz                    | Stieleiche                        | 7,0 m (2018)                                         | 24 m                          | 200 gepflanzt um 1825             | Hof Mörn Gemeinde Garching a.d.Alz Lage                                    | Altötting                           | Naturdenkmal („Eiche in Mörn“) |
| weitere Bilder                                        | Napoleoneiche Winkelhaid                                         | Stieleiche                        | 6,80 m (2019)                                        | 30 m                          | ≈ 350                             | Gemeindefreies Gebiet Winkelhaid Lage                                      | Nürnberger Land                     | Naturdenkmal „Broat Achn“ (ND-07155) |
| Nigerlbuche (2004)                                    | Nigerlbuche bei Ernestgrün                                       | Rotbuche                          | 5 m                                                  |                               | 300                               | Ernestgrün Markt Bad Neualbenreuth Lage                                    | Tirschenreuth                       | verpilzt und stark angeschlagen: Stand Sept. 2019; |
| weitere Bilder                                        | Patzinger Linde bei Adlkofen                                     | Winterlinde                       | 8,75 m (2013)                                        | 17 m                          | 350–500                           | Patzing Gemeinde Adlkofen Lage                                             | Landshut                            | Naturdenkmal |
| BW                                                    | Pfarrhauseiche in Eschelbach an der Ilm                          | Stieleiche                        | 7,75 m (2018)                                        | 25 m                          | ≈ 300                             | Eschelbach an der Ilm, Markt Wolnzach Lage                                 | Pfaffenhofen an der Ilm             | Naturdenkmal |
| Platane Bad Schachen (2010)                           | Platane im Lindenhofpark Bad Schachen                            | Ahornblättrige Platane            | 6,92 m (2018)                                        | 32 m                          | ≈ 200                             | Bad Schachen Stadt Lindau (Bodensee) Lage                                  | Lindau                              | |
| BW                                                    | Platane bei Kleinheubach                                         | Ahornblättrige Platane            | 8,90 m (2016)                                        | 37 m                          | ≈ 250                             | Kleinheubach (Bayerischer Untermain) Lage                                  | Miltenberg                          | |
| weitere Bilder                                        | Platane in Obertheres                                            | Ahornblättrige Platane            | 6,42 m (2017)                                        | 31 m                          | 100–200                           | Obertheres Gemeinde Theres (Mainfranken) Lage                              | Haßberge                            | regional bedeutsamer Baum |
| BW                                                    | Platane beim Kloster Triefenstein                                | Ahornblättrige Platane            | 7,58 m (2020)                                        | 36 m                          | ≈ 150                             | Kloster Triefenstein Markt Triefenstein Lage                               | Main-Spessart                       | |
| weitere Bilder                                        | Platane in Wonfurt                                               | Ahornblättrige Platane            | 6,42 m (2017)                                        | 30 m                          | 100–200                           | Wonfurt (Mainfranken) Lage                                                 | Haßberge                            | regional bedeutsamer Baum |
| weitere Bilder                                        | Pyramidenpappel bei Castell                                      | Pyramidenpappel                   | 5,15 m (2011)                                        | 32 m                          | ≈ 100                             | Castell (Mainfranken) Lage                                                 | Kitzingen                           | |
| BW                                                    | Räuber-Heigl-Linde in Gotzendorf                                 | Winterlinde                       | 7,20 m (2013)                                        | 19 m                          | ≈ 400                             | Gotzendorf Gemeinde Hohenwarth Lage                                        | Cham                                | Naturdenkmal (lfd. Nr. 11) Der Räuber Heigl soll sich im hohlen Stamm versteckt haben                                                                              |
| weitere Bilder                                        | Raitenbucher Linde                                               | Sommerlinde                       | 11,60 m (2018)                                       | 24 m                          | 400–600                           | Raitenbuch Stadt Berching Lage                                             | Neumarkt in der Oberpfalz           | Naturdenkmal (NM 13) einer der stärksten Bäume Deutschlands (Zitat)                                                                                                |
| weitere Bilder                                        | † Riesenbuche bei Altmugl                                        | Rotbuche                          | 7,7 m                                                | 4 m (verbliebener Baumstumpf) | 300                               | Altmugl Markt Bad Neualbenreuth Lage                                       | Tirschenreuth                       | gefällt 1999 |
| weitere Bilder                                        | Riesenbuche bei Oberbach                                         | Rotbuche                          | 6,9 m                                                |                               | 290–340                           | nahe der Ziegelhütte bei Oberbach jedoch auf Gemarkung Riedenberg Lage     | Bad Kissingen                       | |
| BW                                                    | Riesenlebensbaum im Toskanapark                                  | Riesenlebensbaum                  | 5,25 m (2024)                                        | ≈ 30 m                        | ≈ 150                             | Lindau (Bodensee) Lage                                                     | Lindau                              | Der Baum erhielt im Juni 2025 die Auszeichnung zum Nationalerbe-Baum.                                                                                              |
| BW                                                    | Riesenmammutbaum im Lindenhofpark Bad Schachen                   | Riesenmammutbaum                  | 8,70 m (2012)                                        | 28 m                          | ≈ 150                             | Bad Schachen Stadt Lindau (Bodensee) Lage                                  | Lindau                              | |
| weitere Bilder                                        | Robinie in Kempten                                               | Robinie                           | 4,84 m (2016)                                        | 10 m                          | 275 gepflanzt um 1750             | Hofgarten in Kempten Lage                                                  | Kempten (kreisfreie Stadt)          | |
| weitere Bilder                                        | Robinie bei Waldzell                                             | Robinie                           | 6,05 m (2020)                                        | 18 m                          | ≈ 200                             | Waldzell Gemeinde Steinfeld (Mainfranken) Lage                             | Main-Spessart                       | regional bedeutsamer Baum |
| weitere Bilder                                        | Robinie in Weilheim                                              | Robinie                           | 5,45 m (2018)                                        | 14 m                          | ≈ 200                             | Weilheim in Oberbayern (im Pfaffenwinkel) Lage                             | Weilheim-Schongau                   | |
| weitere Bilder                                        | Röth-Linde München-Nederling                                     | Linde                             | 6,24 m                                               |                               | 300                               | Nederling Stadt München Lage                                               | München (kreisfreie Stadt)          | ältester Baum Münchens |
| weitere Bilder                                        | Rotbuche bei Langenbach                                          | Rotbuche                          | 5,0 m (2016)                                         | 15 m                          | 200–300                           | Langenbach Gemeinde Geroldsgrün Lage                                       | Hof                                 | Naturdenkmal (Kennung 09) |
| weitere Bilder                                        | Russenlinde Breitenlesau                                         | Linde                             | 8,2 m                                                |                               | 400                               | Breitenlesau Stadt Waischenfeld Lage                                       | Bayreuth                            | ein russischer General soll hier begraben sein |
| BW                                                    | St.-Georgs-Eiche bei Marterberg                                  | Stieleiche                        | 7,0 m (2017)                                         | 26 m                          | 600–800                           | Marterberg Stadt Vilshofen an der Donau Lage                               | Passau                              | großkronig |
| Umgestürzte und abgestorbene Sankt-Kastl-Linde (2022) | † Sankt-Kastl-Linde                                              | Sommerlinde                       |                                                      |                               |                                   | Sankt Kastl Markt Reichertshofen Lage                                      | Pfaffenhofen an der Ilm             | Naturdenkmal, Totholzbiotop |
| weitere Bilder                                        | Sankt-Rupert-Linde bei Wiesenfelden                              | Sommerlinde                       | 7,54 m (2013)                                        | 31 m                          | 300–600                           | Sankt Rupert Gemeinde Wiesenfelden Lage                                    | Straubing-Bogen                     | Naturdenkmal (ND-Nr. 24) |
| St.-Stephans-Linde in Klaus bei St. Wolfgang (2022)   | St.-Stephans-Linde in Klaus bei St. Wolfgang                     | Sommerlinde                       | 11,30 m (2015)                                       | 20,5 m                        | 500–1000                          | Weiler Klaus im OT Jeßling der Gemeinde Sankt Wolfgang Lage                | Erding                              | Naturdenkmal (ND-Nr. 80); Kirchlinde der nach 1805 abgetragenen Filialkirche St. Stephan                                                                           |
| weitere Bilder                                        | Sankt-Wolfgangs-Eiche Neueglofsheim                              | Eiche                             | 8,4 m                                                |                               | 1250                              | Neueglofsheim Gemeinde Thalmassing Lage                                    | Regensburg                          | angeblicher Predigtbaum des heiligen Wolfgang |
| weitere Bilder                                        | Schirm-Linde in Kersbach bei Neunkirchen am Sand                 | Sommerlinde                       | 6,29 m (2013)                                        |                               | 376 gepflanzt zwischen 1648/50    | Kersbach Gemeinde Neunkirchen am Sand Lage                                 | Nürnberger Land                     | Naturdenkmal (ND-04732) gezogene Tanzlinde gepflanzt zum Westfälischen Frieden                                                                                     |
| weitere Bilder                                        | Schlosseiche bei Eisolzried                                      | Eiche                             | 9,6 m                                                | 23 m                          | >500                              | Eisolzried Gemeinde Bergkirchen Lage                                       | Dachau                              | eine der dicksten Eichen in Deutschland |
| weitere Bilder                                        | Schmiedsulme in Neuses am Sand                                   | Flatterulme                       | 4,75 m (2011)                                        | 21 m                          | 215 ± 20 gepflanzt 1810 ± 20      | Neuses am Sand Stadt Prichsenstadt Lage                                    | Kitzingen                           | Naturdenkmal „Ulme Schmiedsbaum“ |
| weitere Bilder                                        | Schnittlinger Eiche bei Spalt                                    | Traubeneiche                      | 6,40 m (2017)                                        | 27 m                          | 300–450                           | Schnittling Stadt Spalt Lage                                               | Roth                                | Naturdenkmal zweitdickste Traubeneiche in Bayern |
| weitere Bilder                                        | Schwarzpappel in Bad Kissingen                                   | Schwarzpappel                     | 6,85 m (2016)                                        | 29 m                          | ≈ 220                             | Bad Kissingen Lage                                                         | Bad Kissingen                       | einer der dicksten Bäume in der Rhön |
| BW                                                    | Schwarzpappel am Saumain in Schweinfurt                          | Schwarzpappel                     | 7,55 m (2013)                                        | 35 m                          | ≈ 225 gekeimt um 1800             | NSG Saumain in Schweinfurt Lage                                            | Schweinfurt (kreisfreie Stadt)      | |
| Seedaxe (2019)                                        | Seedaxe bei Maria Gern                                           | Gemeine Fichte                    | 4,90 m (2017)                                        | 40 m                          | 200–400                           | Maria Gern Markt Berchtesgaden Lage                                        | Berchtesgadener Land                | Naturdenkmal (ND-Nr. 23) |
| weitere Bilder                                        | Siebenstämmige Buche bei Diebach                                 | Rotbuche                          | 7,70 m (2011)                                        | 22 m                          | ≈ 200                             | Diebach Stadt Hammelburg Lage                                              | Bad Kissingen                       | Naturdenkmal (ND-Nr. 46) |
| weitere Bilder                                        | Siebenstämmige Linde in Sauerlach                                | Sommerlinde                       | 10,50 m (2015)                                       |                               | ≈ 200                             | Sauerlach (Bayerisches Oberland) Lage                                      | München                             | Naturdenkmal |
| BW                                                    | Silberweide in Hienering bei Dorfen                              | Silberweide                       | 7,06 m (2014)                                        | 20 m                          |                                   | Hienering Stadt Dorfen Lage                                                | Erding                              | |
| BW                                                    | Silberweide am Mühlbach in Kaufbeuren                            | Silberweide                       | 7,50 m (2020)                                        | 14,3 m                        |                                   | Kaufbeuren Lage                                                            | Kaufbeuren (kreisfreie Stadt)       | |
| BW                                                    | Silberweide bei der Rottmündung in Neuhaus am Inn                | Silberweide                       | 10,70 m (2015)                                       |                               |                                   | Neuhaus am Inn Lage                                                        | Passau                              | |
| BW                                                    | Silberweide in Obergünzburg                                      | Silberweide                       | 8,70 m (2020)                                        | 26,7 m                        |                                   | Obergünzburg Lage                                                          | Ostallgäu                           | |
| weitere Bilder                                        | Silberweide beim Kloster Triefenstein                            | Silberweide                       | 7,20 m (2013)                                        | 23 m                          | ≈ 130                             | Kloster Triefenstein Markt Triefenstein Lage                               | Main-Spessart                       | |
| weitere Bilder                                        | Silberweide bei Westheim                                         | Silberweide                       | 6,86 m (2011)                                        | 16 m                          | ≈ 120                             | Westheim Gemeinde Biebelried Lage                                          | Kitzingen                           | |
| Speierling bei Halsbach (2011)                        | Speierling bei Halsbach                                          | Speierling                        | 3,38 m                                               | 18 m                          | ≈ 400                             | Halsbach Stadt Lohr am Main Lage                                           | Main-Spessart                       | regional bedeutsamer Baum |
| Steiner-Linde (2019)                                  | Steiner-Linde bei Bischofswiesen                                 | Sommerlinde                       | 6,73 m (2017)                                        | 24 m                          | 400–600                           | Riedherrn Gemeinde Bischofswiesen Lage                                     | Berchtesgadener Land                | Naturdenkmal (ND-Nr. 68) |
| Steinlinde am Dorfplatz (2017)                        | Steinlinde am Dorfplatz in Nattenhausen                          | Winterlinde                       |                                                      |                               |                                   | Nattenhausen Gemeinde Breitenthal Lage                                     | Günzburg                            | Naturdenkmal (Kr. 25/1937) seit 1937 |
| BW                                                    | Tanne im Hans-Watzlik-Hain (1)                                   | Weißtanne                         | BHU 5,45 m (2013)                                    | 41 m                          | ≈ 300                             | Bayerisch Eisenstein Lage                                                  | Regen                               | Die Tanne steht im Hans-Watzlik-Hain im Nationalpark Bayerischer Wald westlich des Zwieslerwaldhauses.                                                             |
| BW                                                    | Tanne im Hans-Watzlik-Hain (2)                                   | Weißtanne                         | BHU 5,35 m (2013)                                    | 48 m                          | ≈ 300                             | Bayerisch Eisenstein Lage                                                  | Regen                               | Die Tanne steht im Hans-Watzlik-Hain im Nationalpark Bayerischer Wald westlich des Zwieslerwaldhauses.                                                             |
| weitere Bilder                                        | Tanzlinde in Limmersdorf                                         | Linde                             | 5 m (circa)                                          | 16 m                          | 339 gepflanzt 1686                | Limmersdorf Markt Thurnau Lage                                             | Kulmbach                            | immaterielles Kulturerbe Limmersdorfer Lindenkirchweih |
| weitere Bilder                                        | Tanzlinde in Effeltrich                                          | Linde                             | 8,3 m                                                |                               | 400–1000                          | Effeltrich Lage                                                            | Forchheim                           | Thing– und Gerichtsort und ebenso Fest- und Tanzplatz; Bastbaum; im August 2024 zum Nationalerbe-Baum ausgezeichnet                                                |
| Tassilolinde Frauenchiemsee (2011)                    | Tassilolinde auf Frauenchiemsee                                  | Sommerlinde                       | 9,52 m (2017)                                        | 25 m                          | >500                              | Fraueninsel Gemeinde Chiemsee Lage                                         | Rosenheim                           | auf dem „Lindenhain“ der Insel mit weiteren historischen Linden |
| weitere Bilder                                        | Tassilolinde in Wessobrunn                                       | Sommerlinde                       | 13,8 m (circa, 2018) 11 m (1902, in 1 m Höhe)        | 15 m (2018, gekürzte Krone)   | 1000                              | Wessobrunn Lage                                                            | Weilheim-Schongau                   | drittdickste Linde in Bayern, Naturdenkmal |
| weitere Bilder                                        | 1000-jährige Eiche Gollingkreut                                  | Eiche                             | 9,25 m (2017)                                        | 24 m                          | 350–500                           | Gollingkreut Stadt Schrobenhausen Lage                                     | Neuburg-Schrobenhausen              | eine der dicksten Eichen in Deutschland |
| Eiche in Schlimpfhof (2008)                           | „Tausendjährige Eiche“ in Schlimpfhof                            | Eiche                             | 7,45 m (2019)                                        | 14 m                          | 400–500                           | Schlimpfhof Markt Oberthulba Lage                                          | Bad Kissingen                       | |
| weitere Bilder                                        | „Tausendjährige Eiche“, Schloss Nagel                            | Eiche                             | 9,1 m                                                |                               | 400–520                           | Schloss Nagel Markt Küps Lage                                              | Kronach                             | Nationalerbe-Baum (Nr. 4) der DDG |
| weitere Bilder                                        | „Tausendjährige Eiche“ bei Reith                                 | Eiche                             | 6,2 m                                                |                               | 300–500                           | Reith Markt Oberthulba Lage                                                | Bad Kissingen                       | |
| BW                                                    | Traubeneiche bei Eysölden                                        | Traubeneiche                      | 6,45 m (2017)                                        | 27 m                          | ≈ 300                             | Eysölden Markt Thalmässing Lage                                            | Roth                                | Rekordbaum der DDG |
| BW                                                    | Trauerweide im Schlossgarten in Waffenbrunn                      | Trauerweide (Salix × sepulcralis) | 5,08 m (2013)                                        | 18 m                          | ≈ 110                             | Schloss Waffenbrunn Waffenbrunn Lage                                       | Cham                                | |
| BW                                                    | Trogahorn Steibis                                                | Bergahorn                         | 6,80 m (2020)                                        | 21,20 m                       | 200–400                           | Oberstiegalpe bei Steibis Markt Oberstaufen Lage                           | Oberallgäu                          | einer der stärksten Bergahorne Deutschlands |
| weitere Bilder                                        | Türkenlinde von Ottendorf                                        | Linde                             |                                                      |                               | 342 gepflanzt 1683                | Ottendorf Gemeinde Gädheim Lage                                            | Haßberge                            | zwei Stämme |
| weitere Bilder                                        | † Urbuche bei Mitgenfeld                                         | Rotbuche                          | 6,8 m (ehemals)                                      |                               | 200–300                           | Mitgenfeld Gemeinde Oberleichtersbach Lage                                 | Bad Kissingen                       | im Mai 2013 umgestürzt, jetzt Totholz- biotop |
| weitere Bilder                                        | Ureibe bei Steibis                                               | Gemeine Eibe                      | 5,0 m                                                |                               | 600–800                           | Unterlauchalpe bei Steibis Markt Oberstaufen Lage                          | Oberallgäu                          | einer der ältesten Bäume Deutschlands |
| Uttolinde                                             | Uttolinde                                                        | Sommerlinde                       | 6,09 m (2021)                                        | 24 m                          | 300–400                           | Uttobrunn Markt Metten Lage                                                | Deggendorf                          | Naturdenkmal. 2020/21 Rückschnitt zur Kronensicherung. Angestrebte Bildung einer Doppelkrone mit der Ersatzlinde.                                                  |
| weitere Bilder                                        | Viergriffige Eiche bei Amerdingen                                | Stieleiche                        | 8,09 m (circa) in 1 m Höhe                           | 21 m                          | 250                               | Amerdingen Lage                                                            | Donau-Ries                          | 3-stämmige Eiche sowie angew. Nebenstamm |
| Vollandseiche in Steppach (2012)                      | Vollandseiche in Steppach                                        | Stieleiche                        | 7,50 m (2016)                                        | 23 m                          | 200–300                           | Steppach Gemeinde Pommersfelden Lage                                       | Bamberg                             | Naturdenkmal |
| weitere Bilder                                        | Wargolshausener Linde                                            | Winterlinde                       | 6,55 m                                               | 13 m                          | 377 gepflanzt 1648                | Wargolshausen Gemeinde Hollstadt Lage                                      | Rhön-Grabfeld                       | Naturdenkmal (ND-Nr. 1602) zum Westfälischen Frieden gepflanzt |
| BW                                                    | Weißtanne an den Stiegalpen bei Steibis                          | Weißtanne                         | 6,86 m (2020)                                        | 34,20 m                       |                                   | Stiegalpen bei Steibis Markt Oberstaufen Lage                              | Oberallgäu                          | |
| weitere Bilder                                        | Wolframslinde in Ried am Haidstein                               | Linde                             | 12,21 m                                              | 13 m                          | 1000                              | Ried am Haidstein Stadt Bad Kötzting Lage                                  | Cham                                | eine der ältesten Linden in Deutschland |
| Zwei Linden in Keilberg                               | Zwei Linden in Keilberg                                          | Sommerlinde (2 Bäume)             | 7,97 m 7,12 m                                        | 12 m 11 m                     | Alter unbekannt                   | Keilberg Gemeinde Bessenbach Lage                                          | Aschaffenburg                       | Naturdenkmal |
| Zwei Linden an der Stadlerkapelle (2012)              | Zwei Linden an der Stadlerkapelle in Kiefenholz                  | Linde (2 Bäume)                   | 6,33 m 5,00 m                                        | 9,5 m (2016) unbekannt        | ≈ 200                             | Stadlerkapelle in Kiefenholz Stadt Wörth an der Donau Lage                 | Regensburg                          | „pittoreskes Ensemble“ (Zitat) |